# Annelies Verlinden
Annelies Jan Louisa Verlinden (Merksem, 5 september 1978) is een Belgische politica voor CD&V. Sinds 3 februari 2025 is ze minister van Justitie in de regering-De Wever.

## Biografie
Verlinden behaalde in 1998 haar kandidatuursdiploma in de rechten aan de Universitaire Faculteiten Sint-Ignatius Antwerpen. Nadien ging ze naar de Katholieke Universiteit Leuven en de Université catholique de Louvain, waar ze in 2001 haar licentiaatsdiploma in de rechten behaalde alsook een specialisatiejaar volgde in het Europees recht. Ze volgde in 2013 tevens een leiderschapsprogramma aan de Harvard-universiteit.
Ze schreef zich in 2002 als advocate in bij de Nederlandstalige Orde van Advocaten aan de balie van Brussel. Ook sloot ze zich aan bij de Kamer van Koophandel in Antwerpen. Ze was sinds de start van haar carrière advocate bij DLA Piper, een van oorsprong Amerikaans-Brits advocatenkantoor, waar ze in 2014 als vennoot mee aan het hoofd kwam te staan van de Belgische afdeling. Ze specialiseerde zich in het ruime publiek en administratief recht, met een bijzondere focus op overheidsopdrachten en publiek-private samenwerking. Toen het Arco-dossier aanhangig werd bij de Raad van State en het Europees Hof van Justitie trad zij op als verdedigster voor de Belgische Staat.
Verlinden was actief als groepsleidster bij VKSJ Schoten en tussen 2005 en 2009 was ze ondervoorzitster van de Jong CD&V. Tussen 2003 en 2012 was ze bovendien gemeenteraadslid in haar woonplaats Schoten. In juni 2004 was Verlinden kandidaat bij de Vlaamse verkiezingen, op de negende plaats van de lijst van het kartel CD&V/N-VA, maar ze werd niet verkozen.

### Ministerschap op Binnenlandse Zaken
Op 1 oktober 2020 werd Verlinden door toenmalig CD&V-voorzitter Joachim Coens aangesteld tot minister van Binnenlandse Zaken in de regering-De Croo. Naast minister van binnenlandse zaken werd ze ook bevoegd voor Institutionele Hervormingen en Democratische Vernieuwing, samen met minister David Clarinval (MR), en was ze de minister aan wie de staatssecretaris voor asiel en migratie, aanvankelijk Sammy Mahdi en daarna Nicole de Moor was toegevoegd.
Als minister van Binnenlandse Zaken werd Annelies Verlinden geconfronteerd met verschillende crisissen in België.
Op het moment van haar aantreden woedde de COVID-19-pandemie hard in België. Ze vaardigde vele ministeriële besluiten en koninklijke besluiten uit met maatregelen om de pandemie te bestrijden. Een maatschappelijk debat ontwikkelde zich over de vraag naar de juridische grondslagen voor het nemen van de maatregelen. Minister Verlinden liet daarop de zogenaamde “Pandemiewet” goedkeuren door het parlement. Deze wet werd aangevochten voor het Grondwettelijk Hof. Het Hof bevestigde evenwel met het arrest van 2 maart 2023 de grondwettigheid van de Pandemiewet. Ook in het OESO-verslag van het covid-beleid van België uit 2023 werd gesteld dat de Pandemiewet een stevigere basis bood voor de maatregelen.
Een andere crisis waarmee Verlinden werd geconfronteerd, waren de overstromingen in Wallonië en Vlaanderen in juli 2021 waarbij tientallen slachtoffers te betreuren waren. Zij kondigde de federale fase af, zodat de crisis kon worden gecoördineerd en beheerd vanuit het federale niveau.
In het kader van de aanslagen gerelateerd aan het Antwerpse drugsmilieu werden maatregelen genomen om de georganiseerde en ondermijnende criminaliteit een halt toe te roepen. Zo werd een drugscommissaris aangesteld en het havenbeveiligingskorps verstrekt. Eveneens werd de wet gemeentelijke bestuurlijke handhaving gestemd in het parlement. Met deze wet kunnen gemeenten inrichtingen sluiten die gelinkt zijn aan feiten gerelateerd aan georganiseerde misdaad en ondermijnende criminaliteit. 
Naar aanleiding van de terroristische aanslag tegen de Zweedse voetbalsupporters in oktober 2023 diende Verlinden tot tweemaal toe uitgebreid toelichting te komen geven aan het parlement. De vraag rees of zij kon aanblijven als minister. Finaal bleek dat aan de politiediensten geen enkele fout kon worden verweten. Verlinden kon aanblijven als minister.
Op het einde van de legislatuur gaven zowel Het Nieuwsblad als De Standaard Verlinden een negatief rapport. Ze verweten haar een gebrek aan visie en wezen erop dat ze meerdere plannen niet uitgevoerd kreeg. Zo bleek er weinig gebeurd met haar bevoegdheid voor institutionele hervormingen en democratische vernieuwing, een taak gedeeld met de Franstalige David Clarinval, die hier weinig op inzette. Beide dagbladen prezen haar wel voor haar wet op de bestuurlijke handhaving, waardoor lokale besturen meer mogelijkheden kregen in de strijd tegen georganiseerde misdaad. Het rapport in Le Soir gaf Annelies Verlinden wel een voldoende.

### Verdere politieke carrière
Bij de verkiezingen van 9 juni 2024 was Annelies Verlinden lijsttrekker van de Antwerpse CD&V-lijst voor de Kamer van volksvertegenwoordigers. Ze behaalde, als nieuwkomer, een score van 65.307 voorkeurstemmen in de Antwerpse kieskring. Niettegenstaande de Antwerpse kieskring traditioneel geen evidente kieskring was voor CD&V en de partij achteruitging bij de verkiezingen, slaagde de partij er met Annelies Verlinden als lijsttrekker in om de drie Antwerpse federale zetels te behouden. Verlinden zetelde in de Kamer tot in februari 2025.
Bij de lokale verkiezingen van oktober 2024 was Verlinden lijstduwer voor de CD&V Plus-lijst in haar woonplaats Schoten. Ze raakte verkozen voor de gemeenteraad, waarvan ze vanaf december 2024 het voorzitterschap voor haar rekening nam. De functie van voorzitter van de gemeenteraad zal ze na drie jaar afstaan aan Kris Oversteyns (N-VA).
Verlinden werd opnieuw minister in de federale regering-De Wever, die in februari 2025 werd geïnstalleerd. Ditmaal werd ze minister van Justitie, belast met de Noordzee.

## Publicaties
- Begin 2024 verscheen het boek Eerlijk gezegd van Verlinden, over modern leiderschap in de politiek.
- In maart 2024 publiceerde Verlinden een stuk in het Rechtskundig Weekblad over "De bijzondere rol van rechtscolleges tijdens de COVID-19-crisis"[11].
- Nog in 2024 schreef ze het artikel "Modern leiderschap anno 2024, met een blik op nieuwe wetgevende initiatieven" in Recht in beweging, het uithangbord van de jaarlijkse alumnidag van het Vlaams Rechtsgenootschap (VRG)[12].

## Trivia
- Annelies Verlinden heeft twee jongere zussen. Ze is een fervent loopster.
- In het voorjaar van 2023 was ze te gast in Viva la Feta, de meest bekeken aflevering van dat seizoen. In het najaar van 2023 heeft ze deelgenomen aan De Slimste Mens ter Wereld.
- In het najaar van 2024 was Annelies Verlinden op VRT 1 te zien in het Woestijnvis-programma Hertoginnedal, een reeks over de rol van vrouwen in de Belgische politiek. Naast haar namen ook Barbara Pas, Caroline Gennez, Gwendolyn Rutten, Lise Vandecasteele, Petra De Sutter en Zuhal Demir deel aan het programma, dat 4 afleveringen telde.